# Reinet Investments
Reinet Inversiones S.C. es un fondo de inversión con sede en Luxemburgo. Invierte en bienes de lujo y está vinculado a Richemont, empresa Suiza, desde el 20 de octubre de 2008. Cotiza en la Bolsa de valores de Luxemburgo (LuxSE), y es el componente más grande del LuxX Índice, con un 24.5% de ponderación en 2008.
En sus inicios, Reinet controló 350 millones de euros en efectivo, 50 millones de euros en inversiones variadas y una 4% participación (84.3 millones de participaciones) en British American Tobacco. En su primer día de cotización Reinet Investments tuvo un valor de £17.31, valorando la compañía en 1.460 millones de libras. La formación de Reinet dejó el Rupert familia para girar fuera todo no-los lujos relacionaron actividades, y dejar Richemont para centrar puramente en sus inversiones de núcleo.
En enero de 2009, Reinet introdujo a negociaciones para adquirir el negocio de equidad privado de Lehman Hermanos. Es ahora sabido como Trilantic Socios Capitales.